# 적색전선전사동맹
적색전선전사동맹(독일어: Roter Frontkämpferbund 로터 프론트켐퍼분트[*])은 바이마르 공화국 당시의 단체이다. 명목상으로는 법률적으로 허가된 비정치적 단체였으나, 실제적으로는 독일 공산당의 준군사조직이었다. 극우 성향의 준군사조직인 철모단, 돌격대와 대립하며 항쟁하였다.